# Mark Abrahams
Mark Abrahams (30. září 1978, Leeds, Yorkshire, Anglie) je anglický kytarista, člen anglické skupiny Wishbone Ash. Ve skupině v květnu 2017 nahradil finského kytaristu Muddyho Manninena.

## Hudební kariéra
Po skončení studií na Konzervatoři v Leedsu v roce 1997, pracoval v obchodě s hudebními nástroji, je majitelem obchodu Vision Guitars v Castleford, Yorkshire.
V Yorkshire hrál s místní skupinou Coyote a koncertoval na turné s Ronem Thalem (ex-Guns N' Roses) a bývalými členy skupiny Saxon Grahamem Oliverem, Steve Dawsonem.